# Shehili
Shehili é o quinto álbum de estúdio da banda tunisiana de metal progressivo Myrath, lançado em 3 de março de 2019. O grupo começou a trabalhar nele no início de 2017 e originalmente planejava lançá-lo no final daquele ano.
O Myrath já estava pensando no álbum enquanto preparava seu antecessor, Legacy. Segundo eles, as canções de ambos os discos são conectadas, assim como cada um de seus singles principais ("Believer" e "Dance", respectivamente).

## Antecedentes, composição e produção
Depois que terminaram a turnê do Legacy em 2017, os membros começaram a gravar ideias em seus telefones e depois se reuniram por duas semanas em um quarto de hotel em Paris para discutir suas composições. Após mais duas semanas, o produtor Kevin Codfert finalizou orquestrações, arranjos e mixagens e o resultado final foi apresentado ao chefe do Myrath na Edel Music, que elogiou tudo, menos a bateria. Esta última foi então regravada em um estúdio em Hamburgo, com Eike Freese como produtor.
Em uma entrevista para o portal de notícias japonês Barks, Kevin disse que as músicas foram escritas e então rearranjadas para heavy metal ao invés de serem escritas como músicas de metal desde o início, o que era um método não utilizado anteriormente pela banda.
Na época do lançamento do álbum, o vocalista Zaher Zorgati disse que não estava "100% satisfeito" com o resultado e que sentiu que poderia ter sido melhor musicalmente falando, e que a banda poderia ter incluído mais músicas. Por outro lado, ele o considerou "de longe" o melhor álbum da banda "em termos de maturidade, produção e som".

### Título e capa
"Shehili" é o vento quente e seco que sopra pelos desertos da Tunísia a partir do sul, que é mais comumente conhecido como siroco. A banda acredita que funciona como uma metáfora para seu som.
A capa traz elementos da arquitetura oriental, referenciando "a beleza do país" e sua "cultura multifacetada"; e um olho representando "defesa contra o mau-olhado e a má sorte" e "bênçãos, poder e força".

## Informação das músicas
"Born to Survive", que teve um vídeo estreado no Loudwire, mostra a banda adotando vocais tribais e guturais. "Dance" conta a história de um dançarino sírio (Ahmad Joudeh) que mantém suas atividades mesmo após receber ameaças de morte do Estado Islâmico . A faixa é dedicada “àqueles que se recusam a cair ou a deixarem de ter esperança, mesmo num mundo cheio de ódio e incertezas”. Armad tem uma tatuagem em seu pescoço escrito "Dance ou Morra", que inspirou o título originalmente planejado para o álbum, Dance of Death (Dança da Morte). "Dance" recebeu um vídeo e é uma continuação de "Believer", do Legacy.
"Lili Twil" é uma regravação de um sucesso tunisiano dos anos 1970 e "Mersal" traz a participação do cantor tunisino-bósnio Lotfi Bouchnak . A edição japonesa do álbum inclui uma versão em japonês de "Monster in My Closet".

## Recepção
| Críticas profissionais  | Críticas profissionais |
| Avaliações da crítica   | Avaliações da crítica  |
| Fonte                   | Avaliação              |
| ----------------------- | ---------------------- |
| Panorama                | (favorável)            |
| My Global Mind          | [ 1 ]                  |
| Rock Out Stand Out      | [ 15 ]                 |
| Metal Hammer (Alemanha) | [ 2 ]                  |

Escrevendo para a revista Panorama, Michela Vecchia comentou que a banda conseguiu mesclar seus elementos orientais com metal progressivo que lembra Dream Theater e Symphony X.
Chris Martin, do My Global Mind, achou que Shehili "parece mais a progressão mais lógica de" Legacy e concluiu dizendo que o "Myrath continua a se mostrar uma das melhores bandas que atuam hoje no reino do Metal Progressivo."
Lotty Whittingham do Rock Out Stand Out deu nota 9/10 ao álbum e chamou-o de "uma jornada notável que deve ser valorizada e elogiada. É uma jornada que oferece um verdadeiro escapismo. Julgando pela força do álbum, é mais do que seguro dizer que o legado de MYRATH viverá. "
Escrevendo para a edição alemã da Metal Hammer, Sebastian Kessler elogiou o "equilíbrio certo" da banda entre metal melódico, tendências progressivas e elementos árabes e, concluindo, chamou Shehili de "um álbum de metal progressivo graciosamente orquestrado".

## Lista de músicas
Todas as faixas escritas e compostas por Myrath. 
| Faixas de Shehilie |                                                        |         |  |
| N.º                | Título                                                 | Duração |  |
| 1.                 | "Asl" (Origem)                                         | 1:09    |  |
| 2.                 | "Born to Survive" (Nascido para Sobreviver)            | 3:34    |  |
| 3.                 | "You've Lost Yourself" (Você Perdeu a Si Mesmo)        | 4:52    |  |
| 4.                 | "Dance" (Dance)                                        | 3:47    |  |
| 5.                 | "Wicked Dice" (Dado Travesso)                          | 4:11    |  |
| 6.                 | "Monster in My Closet" (Monstro no Meu Armário)        | 4:49    |  |
| 7.                 | "Lili Twil" (Minha Noite É Longa)                      | 3:46    |  |
| 8.                 | "No Holding Back" (Sem Se Segurar)                     | 4:42    |  |
| 9.                 | "Stardust" (Poeira de Estrela)                         | 4:01    |  |
| 10.                | "Mersal" (Mensgeiro; com Lotfi Bouchnak)               | 3:43    |  |
| 11.                | "Darkness Arise" (Trevas se Levantam)                  | 4:32    |  |
| 12.                | "Shehili" (Ver seção "Título e capa" para significado) | 4:20    |  |
| Duração total:     | Duração total:                                         | 47:26   |  |

| Faixa bônus da edição japonesa |                                                                                        |         |  |
| N.º                            | Título                                                                                 | Duração |  |
| 13.                            | "Monster in My Closet (Japanese version)" (Monstro no Meu Armário (versão em japonês)) |         |  |

## Créditos
Conforme fontes:
- Zaher Zorgati - vocais principais
- Malek Ben Arbia - guitarras
- Anis Jouini - baixo
- Elyes Bouchoucha - teclados, vocais de apoio
- Morgan Berthet - bateria
- Lotfi Bouchnak - co-vocalista em "Mersal"

O álbum traz outros instrumentos como o violino, o ruibarbo, o bendir, o darbuka e o clarinete .